# 第40回カンヌ国際映画祭
第40回カンヌ国際映画祭（だい40かいカンヌこくさいえいがさい）は1987年5月7日から19日にかけて開催された。

## 受賞結果
- パルム・ドール：『悪魔の陽の下に』（モーリス・ピアラ）
- 審査員特別グランプリ：『懺悔』（テンギズ・アブラゼ）
- 審査員賞：『ひかり』（スレイマン・シセ）、『親鸞 白い道』（三國連太郎）
- 監督賞：ヴィム・ヴェンダース（『ベルリン・天使の詩』）
- 男優賞：マルチェロ・マストロヤンニ（『黒い瞳』）
- 女優賞：バーバラ・ハーシー（『或る人々』）
- 芸術貢献賞：スタンリー・マイヤーズ（『プリック・アップ』）
- カメラ・ドール：ナナ・ジョルジャーゼ（『ロビンソナーダ』）
- 40周年記念賞：『インテルビスタ』（フェデリコ・フェリーニ）

## 審査員

### コンペティション部門
- 審査委員長 
  - イヴ・モンタン （フランス/俳優）
- 審査員
  - エレム・クリモフ (ソ連/監督)
  - テオ・アンゲロプロス (ギリシャ/監督)
  - イエジー・スコリモフスキー (ポーランド/監督)
  - ジェラルド・カルデモン (フランス/プロデューサー)
  - ジェレミー・トーマス (イギリス/プロデューサー)
  - ニコラ・ピオヴァーニ (イタリア/作曲家)
  - ダニエレ・ヘイマン (フランス/批評家)
  - ノーマン・メイラー (アメリカ/作家)

## 上映作品

### コンペティション部門
| 題名 原題                                            | 監督 | 製作国                                |
| ---------------------------------------------------- | --- | ------------------------------------- |
| アリア Aria                                          | ニコラス・ローグ チャールズ・スターリッジ ジャン＝リュック・ゴダール ジュリアン・テンプル ブルース・ベレスフォード ロバート・アルトマン フランク・ロッダム ケン・ラッセル デレク・ジャーマン ビル・ブライデン | イギリス                              |
| Az utolsó kézirat (The Last Manuscript)              | カーロイ・マック | ハンガリー                            |
| バーフライ Barfly                                    | バーベット・シュローダー | アメリカ合衆国                        |
| Champ d'honneur (Field of Honor)                     | ジャン＝ピエール・ドニ | フランス                              |
| 予告された殺人の記録 Cronaca di una morte annunciata | フランチェスコ・ロージ | イタリア フランス コロンビア          |
| ベルリン・天使の詩 Der Himmel über Berlin            | ヴィム・ヴェンダース | 西ドイツ フランス                     |
| ラ・ファミリア La famiglia                           | エットーレ・スコラ | イタリア フランス                     |
| 懺悔 Покаяние                                        | テンギズ・アブラゼ | ソビエト連邦                          |
| 黒い瞳 Oci ciornie                                   | ニキータ・ミハルコフ | イタリア アメリカ合衆国 ソビエト連邦  |
| Pierre et Djemila (Pierre and Djemila)               | ジェラール・ブラン | フランス                              |
| プリック・アップ Prick Up Your Ears                  | スティーヴン・フリアーズ | イギリス                              |
| 親鸞 白い道                                          | 三國連太郎 | 日本                                  |
| 或る人々 Shy People                                  | アンドレイ・コンチャロフスキー | アメリカ合衆国                        |
| 悪魔の陽の下に Sous le soleil de Satan               | モーリス・ピアラ | フランス                              |
| 建築家の腹 The Belly of an Architect                 | ピーター・グリーナウェイ | イギリス                              |
| ガラスの動物園 The Glass Menagerie                   | ポール・ニューマン | アメリカ合衆国                        |
| Um Trem para as Estrelas (Subway to the Stars)       | カルロス・ディエギス | ブラジル フランス                     |
| ア・マン・イン・ラブ Un homme amoureux               | ディアーヌ・キュリス | フランス イタリア                     |
| ひかり Yeelen                                        | スレイマン・シセ | マリ ブルキナファソ 西ドイツ フランス |
| 女衒 ZEGEN                                           | 今村昌平 | 日本                                  |

### ある視点部門
- エピデミック – ラース・フォン・トリアー (デンマーク)
- しあわせを求めて – ルイ・マル (アメリカ)
- 蕭蕭 – シェ・フェイ、ウー・ラン (中国)
- デ・ジャ・ヴュ – ダニエル・シュミット (スイス、フランス)
- 鉄の大地 銅の空 – ズルフュ・リヴァネリ (トルコ)
- バベットの晩餐会 – ガブリエル・アクセル (デンマーク)
- ひと月の夏 – パット・オコナー (イギリス)
- ルイジアナの夜明け – フォルカー・シュレンドルフ (アメリカ)
- ロビンソナーダ – ナナ・ジョルジャーゼ (グルジア)
- Cartoline italiane – メメ・ペルリーニ (イタリア)
- Das Weite Land – リュック・ボンディ (オーストリア)
- Hôtel de France – パトリス・シェロー (フランス)
- Hud – Vibeke Lokkeberg (ノルウェー)
- ベルナルダ・アバの家 – マリオ・カムス (スペイン)
- 恐怖分子 - エドワード・ヤン (台湾)
- Ormens Väg På Hälleberget – ボー・ヴィーデルベリ (スウェーデン)
- 偶然 – クシシュトフ・キェシロフスキ (ポーランド)
- Prostaya smert – アレクサンドル・カイダノフスキー (ソ連)
- Sofia – アレハンドロ・ドリア (アルゼンチン)
- Someone to Love – ヘンリー・ジャグロム (アメリカ)
- Un Hombre de éxito – ウンベルト・ソラス (キューバ)

### 特別招待作品
- 赤ちゃん泥棒 – ジョエル・コーエン (アメリカ)
- インテルビスタ – フェデリコ・フェリーニ (イタリア)
- グッドモーニング・バビロン! – パオロ&ヴィットリオ・タヴィアーニ (イタリア、フランス、アメリカ)
- 黒砲事件 – 黄建新 (中国)
- サムシング・ワイルド – ジョナサン・デミ (アメリカ)
- スラムダンス – ウェイン・ワン (アメリカ)
- タフガイは踊らない – ノーマン・メイラー (アメリカ)
- トラヴィアータ/1985・椿姫 – フランコ・ゼフィレッリ (イタリア、西ドイツ)
- ドン・キホーテ – G・W・パブスト (フランス)
- 八月の鯨 – リンゼイ・アンダーソン (アメリカ)
- 巴里ホテルの人々 – ヤナ・ボコーワ (イギリス、フランス)
- 人でなしの女 / イニューメン – マルセル・レルビエ (フランス)
- ボリス・ゴドゥノフ – ヴェラ・ストロエヴァ (ソ連)
- マクベス – クロード・ダンナ (フランス)
- ラジオ・デイズ – ウディ・アレン (アメリカ)
- ワーグナーとコジマ – ペーター・パザック (西ドイツ、フランス)
- Aida – クレメンテ・フラカッシ (イタリア)
- Awdat mowatin – モハメッド・カーン (エジプト)
- Caméra Arabe – フェリッド・ブーゲディール (チュニジア)
- Chronique d'un Film Annoncé – クリスティン・リピンスカ (フランス)
- Feathers – ジョン・ルアン (オーストラリア)
- Le Cinéma dans les yeux – ジル・ジャコブ、ローラン・ジャコブ (フランス)
- Le cinéma des Divas – アラン・デュアル、イヴォン・ジェラール (フランス)
- Le médium – ジャン・カルロ・メノッティ (ベルギー)
- Legko Li Byt Molodym? – Juris Podnieks (ソ連)
- Louise – アベル・ガンス (フランス)
- Rigoletto – ジャン・ピエール・ポネル (西ドイツ)
- The Sentimental Bloke  – レイモンド・ロングフォード (オーストラリア)